# Opusta
Der Opusta (deutsch Bolatitzer Graben) ist ein linker Nebenfluss der Opava in Tschechien.

## Verlauf
Die Opusta entspringt südlich von Bolatice im Hultschiner Ländchen beim Forsthaus Křeménky. Ihr Lauf führt zunächst nach Osten und wendet sich zwischen Borová und Bohuslavice nach Süden. Entlang der Opusta liegen die Ortschaften Velký Dvůr, Morávka und Dolní Benešov. Auf diesem Abschnitt wird der Bach in den Teichen Chobot, Bobrov, Rakovec, Bezedno und Přehyně gestaut. Am östlichen Stadtrand von Dolní Benešov überbrückt die Bahnstrecke Kravaře ve Slezsku–Chałupki die Opusta. Nach elf Kilometern mündet der Bach nordöstlich von Háj ve Slezsku in die Opava.

## Zuflüsse
- Bohuslavický potok (l), Bohuslavice
- Štěpánka (r), unterhalb Dolní Benešov